# 大島雅太郎
大島 雅太郎（おおしま まさたろう、1868年1月25日（慶応4年/明治元年1月1日） - 1948年（昭和23年）6月9日）は、戦前の三井合名会社理事、蒐書家、慶應義塾評議員、日本書誌学会同人。
源氏物語の写本の収集家で知られるが、鎌倉時代からの古写本の収集に努め、その膨大なコレクションは青谿書屋（せいけいしょおく）と称した。戦後の財閥解体で公職追放となり、旧蔵書は散逸した。雅号は景雅。角田文衛は大島の人となりを、「恭謙温良」と評した。

## 経歴
大島の父で塚本長民の弟でもある大島景保は旧日向国延岡藩藩士で、北条流兵学指南役であり、西南戦争では西郷隆盛率いる西郷軍に呼応する党薩諸隊の一つの延岡隊の小隊長となる。雅太郎は長男として日向国に生まれる。
はじめ、私塾・亮天社に入り、藩主の内藤政挙に学ぶ。のちに教員となり、松本純次郎、加藤好太郎、佐々木良太郎と共に上京し、明治23年（1890年）慶應義塾大学部理財科を卒業後、三井銀行に入行。三井同族会事務局を経て、三井合名会社に移る。後に、台湾拓殖製茶会社取締役、芝浦製作所監査役、三井生命保険等の三井財閥系企業の要職を歴任。三井合名理事会・團琢磨理事長の下で、阪井徳太郎と共に理事に就任。
歌道を嗜み、佐佐木信綱に師事して和歌を修め、池田亀鑑と親交を持つようになる。池田の源氏物語研究には、大島の購入した古写本が大いに与っていた。その一方、日本書誌学会の同人となり、長沢規矩也、川瀬一馬とも学縁を結び、有数の古書収集家となった。
第二次世界大戦後の財閥解体によりその膨大な蔵書は市場に出て散り散りになり、未だに大部分の蔵書が行方不明となっている。しかし、2000年以後から徐々に慶應義塾図書館などに写本や古活字版が集まり始めている。他、日本各地の各大学、図書館に大島のコレクション本が所蔵されている。

## 青谿書屋
黒印は「探花文庫」である。
青谿書屋に含まれていたもののうち、幾つかを挙げる:
- 源氏物語の写本:
  - 大島本 - 単に「大島本」と言うと、青表紙系統で、善本として知られる、特定の写本を指す
  - 日大鎌倉諸本集成本源氏物語
  - 大島河内本源氏物語
  - 為定本源氏物語系図
  - 中京大学本源氏物語
  - 源氏系図小鏡 - 大島旧蔵のものは「源氏物語中の人々」の題
  - 耕雲本
- 『大島本古系図』 - 源氏物語の系図。藤原為家筆、現在の所在は不明。巣守の記述を含む。
- 土佐日記